# 게임프리크
게임 프리크(일본어: ゲームフリーク 게무후리쿠[*], 영어: GAME FREAK Inc.)는 게임·컴퓨터 프로그램 연구 개발, 제조 및 판매를 주요 사업 내용으로 하는 일본의 기업이다. 대표작으로 《포켓몬스터》 시리즈가 있다.

## 개요
다지리 사토시가 주재한 게임계 동인 서클로, 게임 잡지/공략본의 선구자라고 할 수 있는 소수 집단 대상의 출판물 '게임 프리크'에서 시작한 회사이다. 동인 서클이었던 시기에 직접 제작한 패밀리 컴퓨터용 소프트웨어 "퀸티(クインティ, Quinty)"를 남코에 팔면서 얻은 자금으로 주식회사로 설립했다. 관련회사로 주식회사 포켓몬이 있다.
예전에는 다른 회사나 만화 등의 캐릭터 게임에 대한 위탁개발도 했지만, 게임보이용 게임 소프트웨어 "포켓몬스터(포켓몬)"의 성공 이후에는 자사 타이틀에 전념하고 있다. 또한, 플레이스테이션용으로 발매된 "클릭메딕"을 마지막으로 가정용 게임기에 대해서는 닌텐도의 게임기 이외에는 자사 타이틀을 발매하지 않고 있지만, 근래에는 스마트폰 대상의 게임을 발매하기도 했다.
포켓몬스터 본편에서는, 도쿄부에 해당하는 게임 내의 도시 '무지개 시티'에 게임 프리크 개발실이 묘사되어 있다. 무지개 시티가 등장하지 않는 작품에서는 다양한 형태로 사원을 모티브로 한 것으로 추측되는 인물이 게임 내에 등장한다. 그 작품의 디렉터로부터 포켓몬 도감 완성의 '보상'을 받을 수 있는 시리즈만의 전통이 있다.

## 역사
1980년대에는 다지리 사토시와 스기모리 켄 게임 잡지/공략본 '게임 프리크'를 만들던 동인 서클이었다. 다지리 사토시가 글을 쓰고 편집했고 스기모리 켄이 그림을 담당했다. 다지리 사토시는 필명 '게임 프리크'로 패밀리 컴퓨터 매거진과 패미통에 프리랜서로 투고하기도 했다.
1989년 4월 26일, 다지리 사토시와 스기모리 켄은 동명의 게임 개발 회사를 설립했다.
포켓몬스터 프로젝트는 1990년대부터 닌텐도에 제안되었다. 이 프로젝트는 몇 년이 지난 후에야, 미야모토 시게루가 직접 프로젝트를 인지하게 되고 주식회사 크리쳐(株式会社 クリーチャーズ, Creatures Inc.)가 설립되면서 개발에 착수하게 된다.
포켓몬스터의 첫 발매는 1996년 2월에 일본에서 이루어졌다. 초반의 판매는 그럭저럭이었으나, '뮤'에 대한 소문이 돌기 시작하면서 관심을 받기 시작한다. 이후 포켓몬스터의 판매량이 급증하면서 TCG(트레이딩 카드 게임)가 시작되고 1997년 4월에 애니메이션에 애니메이션이 방영된다. 1998년에는 도쿄에 포켓몬 센터가 생겼다. 1998년 여름에 접어들면서 포켓몬스터 시리즈는 북미, 유럽을 비롯해 세계적으로 관심을 얻게 된다.
게임 프리크는 포켓몬스터 뿐만이 아니라 다른 게임도 지속적으로 제작, 발매했다. 1997년에 게임 프리크의 마지막 슈퍼패미콤용 게임 "BUSHI 청룡전~두 사람의 용사~"가 발매되었다. 2005년, "스크류 브레이커: 굉진 도리루레로"가 성공을 거두었다. 이 게임의 세계관은 이후에 "포켓몬스터 블랙&화이트" 시리즈에도 영향을 주게 된다.
2015년 10월, 스마트폰용 게임을 제작하던 회사 '코아 게임즈(コアゲームス, KOA Games)'를 흡수 합병한다.

## 작품[7]

### 포켓몬 외 시리즈
| 년도 | 제목                                                               | 플랫폼                             |
| ---- | ------------------------------------------------------------------ | ---------------------------------- |
| 1989 | 퀸티クインティ                                                     | Famicom, Wii U                     |
| 1991 | 젤리 보이ジェリーボーイ                                            | Super Famicom                      |
| 1991 | 요시의 알ヨッシーのたまご                                          | Super Famicom, Gameboy, Wii, Wii U |
| 1992 | 매지컬 타루루토まじかるタルるーとくん                              | Mega Drive                         |
| 1993 | 마리오와 와리오マリオとワリオ                                      | Super Famicom                      |
| 1994 | 논탄과 함께:쿠루쿠루 퍼즐ノンタンといっしょ くるくるぱずる         | Super Famicom, Gameboy             |
| 1994 | 펄스맨パルスマン                                                   | Mega Drive, Wii                    |
| 1996 | 바자루이라하오의 게임이라하오バザールでござーる のゲームでござーる | PC Engine                          |
| 1997 | BUSHI청룡전~두 사람의 용사~BUSHI青龍伝～二人の勇者～               | Super Famicom                      |
| 1999 | 클릭메딕クリックメディック                                         | Play Station                       |
| 2005 | 스크류 브레이커: 굉진 도리루레로スクリューブレイカー轟振どりるれろ | Gameboy Advance, Wii U             |
| 2012 | 리듬헌터 하모나이트リズムハンターハーモナイト                      | Nintendo 3DS                       |
| 2013 | 솔리티마ソリティ馬                                                 | Nintendo 3DS                       |
| 2014 | 스마트폰용 솔리티마スマートフォン版 ソリティ馬                     | iOS, Android                       |
| 2015 | TEMBO THE BADASS ELEPHANT                                          | Play Station 4, Xbox One, Windows  |
| 2017 | GIGA WRECKER                                                       | Windows                            |

### 포켓몬 시리즈
| 년도 | 제목                                        | 플랫폼          |
| ---- | ------------------------------------------- | --------------- |
| 1996 | 포켓몬스터 적・녹                           | Gameboy         |
| 1996 | 포켓몬스터 청                               | Gameboy         |
| 1998 | 포켓몬스터 피카츄                           | Gameboy         |
| 1999 | 포켓몬스터 금・은                           | Gameboy Color   |
| 2000 | 포켓몬스터 크리스탈                         | Gameboy Color   |
| 2002 | 포켓몬스터 루비・사파이어                   | Gameboy Advance |
| 2004 | 포켓몬스터 파이어레드・리프그린             | Gameboy Advance |
| 2004 | 포켓몬스터 에메랄드                         | Gameboy Advance |
| 2006 | 포켓몬스터 다이아몬드・펄                   | Nintendo DS     |
| 2008 | 포켓몬스터 플라티나                         | Nintendo DS     |
| 2009 | 포켓몬스터 하트골드・소울실버               | Nintendo DS     |
| 2010 | 포켓몬스터 블랙・화이트                     | Nintendo DS     |
| 2012 | 포켓몬스터 블랙2・화이트2                   | Nintendo DS     |
| 2012 | 포켓몬 AR서쳐                               | Nintendo 3DS    |
| 2013 | 포켓몬스터X・Y                              | Nintendo 3DS    |
| 2013 | 포켓몬 뱅크                                 | Nintendo 3DS    |
| 2013 | 포케무버                                    | Nintendo 3DS    |
| 2014 | 포켓몬스터 오메가루비・알파사파이어         | Nintendo 3DS    |
| 2016 | 포켓몬스터 썬・문                           | Nintendo 3DS    |
| 2017 | 포켓몬스터 울트라 썬・문                    | Nintendo 3DS    |
| 2018 | 포켓몬스터 레츠고 피카츄, 이브이            | Nintendo switch |
| 2019 | 포켓몬스터 소드, 실드                       | Nintendo switch |
| 2021 | 포켓몬스터 브릴리언트 다이아몬드, 샤이닝 펄 | Nintendo switch |
| 2022 | 포켓몬스터 Legend 아르세우스                | Nintendo switch |
| 2022 | 포켓몬스터 스칼렛, 바이올랫                 | Nintendo switch |

## 여담
포켓몬스터의 시리즈의 도감을 특정하게 만들면 포켓몬 시리즈 안에 존재하는 호텔에 나타나 메달을 준다.